# 单加氧酶
单加氧酶（英語：Monooxygenase）又称單氧化酶、混合功能氧化酶（mixed functional oxidase），在多种代谢途径中催化一分子氧（O2）中的一个氧原子与底物结合，形成一个羟基（发生羟化）的产物；另一个氧原子被还原形成一分子水，并同时伴随着NADH或NADPH的氧化。